# Cordia scabra
Cordia scabra är en strävbladig växtart som beskrevs av René Louiche Desfontaines. Cordia scabra ingår i släktet Cordia, och familjen strävbladiga växter. Inga underarter finns listade i Catalogue of Life.